# Christian Poulsen
Christian Bjørnshøj Poulsen (* 28. února 1980, Asnæs, Dánsko) je dánský fotbalový záložník a reprezentant, který v současné době hraje za nizozemský Ajax Amsterdam. V minulosti hrával za Nordvest FC, FC Kodaň, Sevillu, Juventus FC, FC Schalke 04, Evian Thonon Gaillard FC a Liverpool FC.
S dánskou reprezentací hrál na dvou světových (2002, 2010) a dvou evropských šampionátech (2004, 2012).
Se Sevillou vyhrál v sezóně 2006/07 Pohár UEFA a roku 2006 Superpohár UEFA. Získal v jejím dresu též španělský pohár (2007). S FC Kodaň se stal mistrem Dánska (2000/01). S Ajaxem Amsterdam vyhrál nizozemskou ligu Eredivisie v sezónách 2012/13 a 2013/14 a také Johan Cruyff Schaal (nizozemský Superpohár) v červenci 2013.
V letech 2005 a 2006 byl vyhlášen dánským fotbalistou roku.